# 张旭东 (纽约大学教授)
张旭东（1965年—），北京人。美国纽约大学比较文学系和东亚研究系教授、东亚系系主任、中国中心主任。

## 生平
- 1965年生于北京市，在上海市读完中小学。
- 1986年在北京大学中文系拿到学士学位。
- 1995年在美国杜克大学文学系获博士学位。
- 2005年，张旭东被聘为纽约大学比较文学系和东亚研究系教授、东亚系系主任、中国中心主任。

张旭东还是北京大学、日本东京大学访问教授，华东师范大学“紫江学者”讲座教授。

## 著作
张旭东从事文化研究、文艺理论、现代主义及后现代主义研究。他已用中、英文出版了数部专著。专著有：
- 《改革时代的中国现代主义》（英文）
- 《批评的踪迹：文化理论与文化批评》
- 《全球化时代的文化认同：西方普遍主义话语的历史批判》
- 《对话启蒙时代》
- 《纽约书简》
- 《幻想的秩序——批评理论与现代中国文学话语》
- 《后社会主义与文化政治》（英文）

张旭东还编译出版了一些作品，如
- 《发达资本主义时代的抒情诗人》
- 《启迪》
- 《晚期资本主义的文化逻辑》
- 《后现代主义与中国》（英文）
- 《中国向何处去——90年代中国知识思想论争》（英文）
- 《拱廊街计划》等[2]